# Stictopelta incerta
Stictopelta incerta är en insektsart som beskrevs av Walker. Stictopelta incerta ingår i släktet Stictopelta och familjen hornstritar. Inga underarter finns listade i Catalogue of Life.